# Fed Cup 2018 – Americká zóna
Americká zóna Fed Cupu 2018 byla jednou ze tří zón soutěže, které se účastnily státy ležící na americkém kontinentu. Do kontinentální zóny Fed Cupu 2018 nastoupilo 20 družstev, z toho sedm účastníků hrálo v 1. skupině a dalších třináct pak ve 2. skupině. Součástí herního plánu byly také dvě baráže.

## 1. skupina
- Místo konání: Club Internacional de Tenis, Asunción, Paraguay (antuka, venku)
- Datum: 7.–10. února 2018[1]
- Formát: Sedm týmů bylo rozděleno do tříčlenného bloku A a čtyřčlenného bloku B. Vítězové obou bloků se utkali v zápase o postup do baráže o Světovou skupinu II pro rok 2019. Družstva, která se umístila na posledních třetích a čtvrtých místech sehrála zápasy o udržení. Třetí z obou bloků nastoupili proti seobě. Čtvrtý z bloku B automaticky sestoupil do 2. skupiny Americké zóny pro rok 2019.

Fedcupový tým Portorika se před zahájením odhlásil v důsledku finančních potíží po hurikánu Maria.

### Nasazení
| Koš                                                                                        | tým       | žebříček ITF | nasazení |
| ------------------------------------------------------------------------------------------ | --------- | ------------ | -------- |
| 1.                                                                                         | Paraguay  | 19.          | 1.       |
| 1.                                                                                         | Argentina | 20.          | 2.       |
| 2.                                                                                         | Brazílie  | 27.          | 3.       |
| 2.                                                                                         | Chile     | 30.          | 4.       |
| 3.                                                                                         | Kolumbie  | 38.          | 5.       |
| 3.                                                                                         | Venezuela | 41.          | 6.       |
| 3.                                                                                         | Guatemala | 45.          | 7.       |
| V závorce je uvedeno umístění na žebříčku ITF; nasazení dle žebříčku ze 11. listopadu 2017 |           |              |          |

### Bloky
|    | Blok A         | PAR | COL | CHI |
| 1. | Paraguay (2–0) |     | 3–0 | 2–1 |
| 2. | Kolumbie (1–1) | 0–3 |     |     |
| 3. | Chile (0–2)    | 1–2 | 0–3 |     |

|    | Blok B          | BRA | ARG | VEN | GUA |
| 1. | Brazílie (3–0)  |     | 2–1 | 2–1 | 3–0 |
| 2. | Argentina (2–1) | 1–2 |     | 3–0 | 3–0 |
| 3. | Venezuela (1–2) | 1–2 | 0–3 |     | 3–0 |
| 4. | Guatemala (0–3) | 0–3 | 0–3 | 0–3 |     |

### Baráž
| Pořadí      | první tým | výsledek | druhý tým |
| ----------- | --------- | -------- | --------- |
| Postup      | Paraguay  | 2–0      | Brazílie  |
| 3.–4. místo | Kolumbie  | 0–2      | Argentina |
| Sestup      | Chile     | 2–0      | Venezuela |
| Sestup      | —         | —        | Guatemala |

#### Zápas o postup: Paraguay vs. Brazílie
| | Paraguay | 2 :                                                                                          | 0    | Brazílie |        |            |
| --- | -------- | -------------------------------------------------------------------------------------------- | ---- | -------- | ------ | ---------- |
| Club Internacional de Tenis, Asunción, Paraguay 10. února 2018 antuka |          |                                                                                              |      |          |        |            |
| \| \| \| \| 1. \| 2. \| 3. \| \| \| -- \| \| -------------------------------------------------------------------------------------------- \| ---- \| --- \| ------ \| ---------- \| \| 1. \| \| Montserrat Gonzálezová Nathaly Kuratová \| 6 1 \| 6 3 \| \| \| \| 2. \| \| Verónica Cepedeová Roygová Beatriz Haddad Maiová \| 62 7 \| 7 5 \| 711 69 \| \| \| 3. \| \| Verónica Cepedeová Roygová / Montserrat Gonzálezová Beatriz Haddad Maiová / Luisa Stefaniová \| \| \| \| nehrálo se \| \| \| \| \| \| \| \| \| \| \| \| \| \| \| \| \| \| \| \| \| \| \| \| \| \| \| \| \| \| \| \| \| \| \| \| \| \| \| \| \| |          |                                                                                              |      |          |        |            |
| |          |                                                                                              | 1.   | 2.       | 3.     |            |
| 1. |          | Montserrat Gonzálezová Nathaly Kuratová                                                      | 6 1  | 6 3      |        |            |
| 2. |          | Verónica Cepedeová Roygová Beatriz Haddad Maiová                                             | 62 7 | 7 5      | 711 69 |            |
| 3. |          | Verónica Cepedeová Roygová / Montserrat Gonzálezová Beatriz Haddad Maiová / Luisa Stefaniová |      |          |        | nehrálo se |
| |          |                                                                                              |      |          |        |            |
| |          |                                                                                              |      |          |        |            |
| |          |                                                                                              |      |          |        |            |
| |          |                                                                                              |      |          |        |            |
| |          |                                                                                              |      |          |        |            |

### Konečné pořadí
| Umístění        | Tým       | Tým       |
| Postup/1. místo | Paraguay  | Paraguay  |
| 2. místo        | Brazílie  | Brazílie  |
| 3. místo        | Argentina | Argentina |
| 4. místo        | Kolumbie  | Kolumbie  |
| 5. místo        | Chile     | Chile     |
| Sestup/6. místo | Venezuela | Guatemala |

Výsledek
- Paraguay postoupila do baráže o účast ve Světové skupině II pro rok 2019
- Venezuela a Guatemala sestoupily do 2. skupiny Americké zóny pro rok 2019.

## 2. skupina
- Místo konání: Club Deportivo La Asunción, Metepec, Mexiko (tvrdý, venku) a Centro Nacional de Tenis de la FET, Guayaquil, Ekvádor (antuka, venku)[1]
- Datum: 18.–23. června a 18.–21. července 2018[1]
- Formát: Třináct týmů bylo rozděleno do čtyř bloků, z nichž tři měly po třech členech a poslední blok pak čtyři účastníky. První z bloku A se ve vyřazovacím utkání vždy střetl s vítězem z bloku B. Vítězové si zajistili postup do 1. skupiny Americké zóny pro rok 2019. Další družstva v blocích sehrála zápas o konečné umístění.

### Nasazení
| Koš                                                                                   | tým                    | žebříček ITF | nasazení |
| ------------------------------------------------------------------------------------- | ---------------------- | ------------ | -------- |
| 1.                                                                                    | Ekvádor                | 51.          | 1.       |
| 1.                                                                                    | Mexiko                 | 53.          | 2.       |
| 1.                                                                                    | Peru                   | 56           | 3        |
| 1.                                                                                    | Bolívie                | 65.          | 4.       |
| 2.                                                                                    | Kostarika              | 67.          | 5.       |
| 2.                                                                                    | Trinidad a Tobago      | 70.          | 6.       |
| 2.                                                                                    | Dominikánská republika | 71.          | 7.       |
| 2.                                                                                    | Kuba                   | 75.          | 8.       |
| 3                                                                                     | Uruguay                | 84.          | 9.       |
| 3                                                                                     | Bahamy                 | 88.          | 10.      |
| 3                                                                                     | Barbados               | 90.          | 11.      |
| 3                                                                                     | Honduras               | 94.          | 12.      |
| 3                                                                                     | Bermudy                | 99.          | 13.      |
| V závorce je uvedeno umístění na žebříčku ITF; nasazení dle žebříčku z 23. dubna 2018 |                        |              |          |

### Bloky
|    | Blok A (Metepec)             | MEX | DOM | BAR |
| 1. | Mexiko (2–0)                 |     | 3–0 | 3–0 |
| 2. | Dominikánská republika (1–1) | 0–3 |     | 2–1 |
| 3. | Barbados (0–2)               | 0–3 | 1–2 |     |

|    | Blok B (Metepec) | PER | CUB | URU |
| 1. | Peru (2–0)       |     | 2–1 | 3–0 |
| 2. | Kuba (1–1)       | 1–2 |     | 2–1 |
| 3. | Uruguay (0–2)    | 0–3 | 1–2 |     |

|    | Blok A (Guayaquil) | ECU | CRC | HON |
| 1. | Ekvádor (2–0)      |     | 3–0 | 3–0 |
| 2. | Kostarika (1–1)    | 0–3 |     | 2–1 |
| 3. | Honduras (0–2)     | 0–3 | 1–2 |     |

|    | Blok B (Guayaquil)      | BAH | BOL | TTO | BER |
| 1. | Bahamy (3–0)            |     | 2–1 | 2–1 | 3–0 |
| 2. | Bolívie (2–1)           | 1–2 |     | 2–1 | 3–0 |
| 3. | Trinidad a Tobago (1–2) | 1–2 | 1–2 |     | 3–0 |
| 4. | Bermudy (0–3)           | 0–3 | 0–3 | 0–3 |     |

### Baráž
| Podskupina v Metepecu   | Podskupina v Metepecu  | Podskupina v Metepecu | Podskupina v Metepecu |
| Pořadí                  | tým bloku A            | výsledek              | tým bloku B           |
| ----------------------- | ---------------------- | --------------------- | --------------------- |
| Postup                  | Mexiko                 | 2–0                   | Peru                  |
| 3.–4. místo             | Dominikánská republika | 0–2                   | Kuba                  |
| 5.–6. místo             | Barbados               | 0–3                   | Uruguay               |
| Podskupina v Guayaquilu |                        |                       |                       |
| Pořadí                  | tým bloku A            | výsledek              | tým bloku B           |
| Postup                  | Ekvádor                | 2–0                   | Bahamy                |
| 3.–4. místo             | Kostarika              | 2–1                   | Bolívie               |
| 5.–6. místo             | Honduras               | 2–1                   | Trinidad a Tobago     |
| 7. místo                | —                      | —                     | Bermudy               |

#### Zápas o postup: Mexiko vs. Peru
| | Mexiko | 2 : | 0   | Peru |    |            |
| --- | ------ | --- | --- | ---- | -- | ---------- |
| Club Deportivo La Asunción, Metepec, Mexiko 23. června 2018 tvrdý |        | |     |      |    |            |
| \| \| \| \| 1. \| 2. \| 3. \| \| \| -- \| \| ------------------------------------------------------------------------------------------------------- \| --- \| --- \| -- \| ---------- \| \| 1. \| \| Fernanda Contreras Gómezová Dana Guzmán \| 6 0 \| 7 5 \| \| \| \| 2. \| \| Marcela Zacaríasová Anastasia Iamachkineová \| 7 5 \| 6 1 \| \| \| \| 3. \| \| Fernanda Contreras Gómezová / María José Portillo Ramírezová Anastasia Iamachkineová / Camila Soaresová \| \| \| \| nehrálo se \| \| \| \| \| \| \| \| \| \| \| \| \| \| \| \| \| \| \| \| \| \| \| \| \| \| \| \| \| \| \| \| \| \| \| \| \| \| \| \| \| |        | |     |      |    |            |
| |        | | 1.  | 2.   | 3. |            |
| 1. |        | Fernanda Contreras Gómezová Dana Guzmán                                                                 | 6 0 | 7 5  |    |            |
| 2. |        | Marcela Zacaríasová Anastasia Iamachkineová                                                             | 7 5 | 6 1  |    |            |
| 3. |        | Fernanda Contreras Gómezová / María José Portillo Ramírezová Anastasia Iamachkineová / Camila Soaresová |     |      |    | nehrálo se |
| |        | |     |      |    |            |
| |        | |     |      |    |            |
| |        | |     |      |    |            |
| |        | |     |      |    |            |
| |        | |     |      |    |            |

#### Zápas o postup: Ekvádor vs. Bahamy
| | Ekvádor | 2 :                                                                                          | 0   | Bahamy |    |            |
| --- | ------- | -------------------------------------------------------------------------------------------- | --- | ------ | -- | ---------- |
| Centro Nacional de Tenis de la FET, Guayaquil, Ekvádor 21. července 2018 antuka |         |                                                                                              |     |        |    |            |
| \| \| \| \| 1. \| 2. \| 3. \| \| \| -- \| \| -------------------------------------------------------------------------------------------- \| --- \| --- \| -- \| ---------- \| \| 1. \| \| Camila Romerová Danielle Andrea Thompsonová \| 6 3 \| 6 3 \| \| \| \| 2. \| \| Charlotte Römerová Kerrie Cartwrightová \| 6 3 \| 6 3 \| \| \| \| 3. \| \| Domenica Gonzálezová / Charlotte Römerová Kerrie Cartwrightová / Danielle Andrea Thompsonová \| \| \| \| nehrálo se \| \| \| \| \| \| \| \| \| \| \| \| \| \| \| \| \| \| \| \| \| \| \| \| \| \| \| \| \| \| \| \| \| \| \| \| \| \| \| \| \| |         |                                                                                              |     |        |    |            |
| |         |                                                                                              | 1.  | 2.     | 3. |            |
| 1. |         | Camila Romerová Danielle Andrea Thompsonová                                                  | 6 3 | 6 3    |    |            |
| 2. |         | Charlotte Römerová Kerrie Cartwrightová                                                      | 6 3 | 6 3    |    |            |
| 3. |         | Domenica Gonzálezová / Charlotte Römerová Kerrie Cartwrightová / Danielle Andrea Thompsonová |     |        |    | nehrálo se |
| |         |                                                                                              |     |        |    |            |
| |         |                                                                                              |     |        |    |            |
| |         |                                                                                              |     |        |    |            |
| |         |                                                                                              |     |        |    |            |
| |         |                                                                                              |     |        |    |            |

### Konečné pořadí
| Umístění | Tým                    | Tým               | Tým | Tým |
| Postup   | Mexiko                 | Ekvádor           |     |     |
| 2. místo | Peru                   | Bahamy            |     |     |
| 3. místo | Kuba                   | Kostarika         |     |     |
| 4. místo | Dominikánská republika | Bolívie           |     |     |
| 5. místo | Uruguay                | Honduras          |     |     |
| 6. místo | Barbados               | Trinidad a Tobago |     |     |
| 7. místo | Bermudy                | Bermudy           |     |     |

Výsledek
- Mexiko a Ekvádor postoupily do 1. skupiny Americké zóny pro rok 2019.